# Raymond Evéquoz
Raymond Evéquoz (* 11. Mai 1863 in Conthey; † 19. Juni 1945 in Sitten; heimatberechtigt in Conthey) war ein Schweizer Politiker (Konservativ-Christlichsoziale Volkspartei).

## Biografie
Evéquoz absolvierte in Sitten die Matura sowie die Rechtsschule. Danach studierte er Recht an der Universität Paris, Berlin und Bonn. Im Jahr 1885 erhielt er das Notarspatent und 1888 das Anwaltspatent. Von 1888 bis 1889 war er als Unterpräfekt und von 1889 bis 1927 als Präfekt des Bezirkes Conthey tätig. Er stand dem Schweizerischen Anwaltsverband vor.
Von 1889 bis 1941 war Evéquoz konservativer Walliser Grossrat und dessen Präsident von 1895 bis 1897. Er sass nach den Parlamentswahlen 1902 bis 1928 im Nationalrat, den er 1923/24 präsidierte, anschliessend von 1928 bis 1943 im Ständerat. Ab 1933 war Evéquoz Präsident der konservativen Partei des Wallis, ab 1934 bis 1935 amtete er als Präsident der Konservativ-Christlichsozialen Volkspartei der Schweiz, der heutigen CVP.